# Ahel
Ahel är en ort i Iran.   Den ligger i provinsen Fars, i den södra delen av landet, 1 000 km söder om huvudstaden Teheran. Ahel ligger 385 meter över havet och antalet invånare är 2 797.
Terrängen runt Ahel är varierad.Runt Ahel är det glesbefolkat, med 14 invånare per kvadratkilometer. Närmaste större samhälle är Eshkanān, 16,8 km väster om Ahel. Trakten runt Ahel är ofruktbar med lite eller ingen växtlighet.